# Fred Neil
Fred Neil (ur. 16 marca 1936 w Cleveland, Ohio, zm. 7 lipca 2001 w Summerland Key, Floryda) – twórca piosenki autorskiej w USA, częściowo związany ze sceną folkową i bluesową.

## Życiorys

### Wczesne lata
O życiu Franka Neila wiadomo bardzo mało. Jego data i miejsce urodzenia nie były znane i przypuszczano, iż urodził się w 1937 r. i wychowywał na Florydzie. W rzeczywistości urodził się w Cleveland w stanie Ohio, a później wychowywał w St. Petersburgu na Florydzie. Grał na gitarze od 6 roku życia i pisał piosenki dla zarobku od 13 roku życia. Jako dziecko występował w Grand Ole Opry.
W połowie lat 50. był muzykiem grającym w stylu rockabilly w Memphis.
W drugiej połowie lat 50. przybył do Nowego Jorku, komponował piosenki i nagrał kilka singli. Wszystkie te jego działania nie miały nic wspólnego z folkiem. W tym też czasie stał się współautorem (z Beverly Ross) piosenki "Candy Man", która znalazła się na stronie B singla Roya Orbisona "Cryin'". Neil nie wykorzystał jednak tej szansy.
Trzeba tu nadmienić, że koniec lat 50. i początek lat 60. był okresem, kiedy tworzenie piosenek należało o autorów piszących na zamówienie firm wydawniczych, a nie do samych wykonawców – nawet jeśli pojawiały się takie postacie jak Buddy Holly czy Chuck Berry. Dopiero sukces muzyków z Greenwich Village (zwłaszcza Boba Dylana i Tima Hardina) zmienił to podejście. Ale do 1963 r. Neil znajdował się we wrogim obozie, wieczorami wykonując folkowe utwory w kafejkach, a w dzień komponując popowe kawałki dla firm wydawniczych. Muzykom folkowym musiał wydawać się dość dziwną i dwuznaczną postacią – autor popowych przebojów wśród purystów folkowych! Otaczała go więc aura tajemniczości i podejrzliwości, co powodowało, że inni muzycy stronili od niego. Dopiero po pewnym czasie, gdy wypracował sobie reputację znakomitego wykonawcy folkowego, świetnie sprawdzającego się na scenie, zaczął cieszyć się wielkim poważaniem i był admirowany, zwłaszcza przez innych twórców-piosenkarzy. Neil dysponował także znakomitym głosem, naturalnym barytonem, brzmiącym jak głos mężczyzny poprzedniej generacji, co także powodowało, że trochę odstawał od reszty folkników. Wszyscy piosenkarze folkowi, którzy znali go i słyszeli, uważają, chyba jednomyślnie, że dysponował on najlepszym ze wszystkich głosem.
Pierwsze jego nagrania jako folknika znalazły się na zbiorczym albumie z 1963 r. Hootenanny Live at the Bitter End. Z trzech jego piosenek wyróżnia się "That's the Bag I'm in", który zostanie także nagrany na ostatnim albumie artysty. Nagrania te świadczą także o tym, że Neil znajdował się pod wielkim wpływem bluesa. Ta bluesowa podstawa z dodatkiem wpływów jazzowych i hinduskich (ragi) oraz jego doświadczeniem jako autora popowych przebojów uczyniła z niego świetnego i unikalnego autora i wykonawcę. Ale zanim stał się dominującą figurą w Greenwich Village, zdobył podobną pozycję na Florydzie w klubie "Coconut Grove" na obrzeżu Miami.

### Rozwój kariery
W 1964 r. ukazał się pierwszy album artysty Tear Down the Walls nagrany dla firmy Elektra, firmowany przez Neila i Vince'a Martina. W nagraniach wzięli udział tak znakomici muzycy jak John Sebastian (harmonijka) z The Lovin' Spoonful, Felix Pappalardi (gitara basowa) oraz folkowiec (twórca środowiska folkowego w Coconut Grove) Vince Martin (gitara, drugi głos). Jest to właściwie dość typowy folkowy album tego okresu, łączący tradycyjne utwory z własnymi kompozycjami. Jest tu świetny utwór Neila "Wild Child in a World of Trouble", który zostanie nagrany przez Toma Rusha na jego pierwszym albumie. Można także porównać Neilowskie folkowe wykonanie "Morning Dew" z wersją Tima Rose'a i w pełni docenić radykalną interpretację Rose'a. Album nie sprzedawał się najlepiej więc planowana ponowna płyta z Martinem została zarzucona.
W rok później został wydany solowy album Neila Bleecker and MacDougal. Album miał wystarczająco dużo tradycyjnych elementów folkowych, aby uspokoić folkników-purystów, ale było także słychać, że muzyk idzie znacznie dalej, dodając do ustalonego stylu swoje specyficzne smaczki. Z 13 utworów na płycie, jego autorstwa było 12. Znów posłużył się pomocą Sebastiana i Pappalardiego oraz gitarzysty Pete'a Childsa. Chociaż nie ma tu perkusisty, jego rolę doskonale spełnia sam Neil fantastycznie wykorzystując 12-strunową gitarę. Najpopularniejszym utworem albumu (i w ogóle Neila) okazała się dość popowa piosenka "Other Side of This Life", która doczekała się wielkiej ilości interpretacji, chociaż sama nie stała się żadnym przebojem. Zelektryfikowanie się Boba Dylana wyznaczyło nową erę. Ten album Neila nie miał takiego zasięgu oddziaływania, ale był jednym z pierwszych przekraczających dotychczasowe bariery.
W tym czasie artysta zaczął mieć problemy wynikające z jego heroinowego nałogu, co powodowało jego konflikty z innymi. Z biegiem czasu nałóg spowodował jego coraz większą separację od innych.
Po nagraniu powyższego albumu Neil wyprowadził się z Nowego Jorku, gdyż miasto najwyraźniej nie służyło jego wrażliwej naturze. Kupił domek w Coconut Grove na Florydzie, w którym zamieszkał wraz z żoną.
Aby go zakupić nagrał następny album, ale tym razem dla firmy Capitol, która mając w swojej stajni takie grupy jak The Beatles i Beach Boys, gotowa była ponieść większe ryzyko finansowe nagrywając takiego artystę jak Neil. Album Fred Neil jest szczytem twórczości artysty. Został nagrany pod koniec 1966 r. z takimi muzykami jak gitarzysta Pete Childs i perkusista Billy Mundi (z Mothers of Invention Franka Zappy). Najbardziej znaną piosenką płyty jest "Everybody's Talkin'"(dzięki przebojowej wersji Harry'ego Nilssona) a niewiele ustępuje jej piosenka "The Dolphins". Na albumie znajdowało się dziesięć utworów, z czego dziewięć, to typowy folk-rock. Dziesiąta, meandrycznie zatytułowana "Cynictrustpetefredjohn Raga", wskazywała kierunek, dość kontrowersyjny, w jakim będzie się jego kariera posuwać. Utwór trwał ponad 8 minut i był intrygującą improwizacją opartą na wschodnich elementach. Płyta nie wiadomo dlaczego nie sprzedawała się najlepiej, a do tego Neil odmawiał publicznych występów i odrzucał zaproszenia do TV.
W październiku 1967 r. artysta ponownie wszedł do studia i efektem sesji nagraniowych stał się album Sessions, który poszedł w kierunku wytyczonym przez ów eksperymentalny dziesiąty utwór z poprzedniej płyty. Pomagali mu m.in. Childs oraz znakomity czarny gitarzysta z kręgu Greenwich Village Bruce Langhorne, który w dużej mierze ukształtował brzmienie nowojorskiego folku, grał na wielu płytach folkowych i był nawet gitarzystą Dylana. Rezultat był jednak rozczarowujący; album był po prostu zapisem fragmentów kilkudniowej improwizowanej sesji, zmiksowanych i zmontowanych. Na siedem utworów umieszczonych na płycie, aż pięć jest tylko w połowie rozwiniętymi improwizacjami. Mimo kontrowersyjnej jakości muzyki, album jest wspaniale nagrany jeśli chodzi o brzmienie. Można ten album postrzegać jako prekursorski do tego, co później zademonstruje Tim Buckley. Był to ostatni studyjny album wydany przez Neila.

### Schyłek kariery
Neil w tym momencie zniknąłby całkowicie z widoku, gdyby "Everybody's Talkin'" nie stał się ozdobą filmu Nocny kowboj. Początkowo producenci filmu zwracali się do Freda aby nagrał szybszą wersję piosenki, ale artysta nie był typem człowieka, który wykorzystuje takie okazje dla zrobienia kariery. A więc zwrócono się z tym do Nilssona. Neil dał się namówić na kilka występów i jeden z nich w klubie Elephant w Woodstock został nagrany i znalazł na pierwszej stronie ostatniego albumu muzyka Other Side of This Life, wydanego przez Capitol w 1971 r. Na drugiej stronie znalazły się odrzuty z jego poprzednich sesji nagraniowych. Część z nich została jednak ponownie opracowana i nagrana. I na tym dość miłym albumie zakończyła się kariera artysty, który całkowicie zniknął z pola widzenia (chociaż kilka razy wystąpił publicznie).
Wiadomo, że w 1973 r. wziął udział w sesji nagraniowej dla Columbii, z zamiarem nagrania nowego albumu. W sesji tej wzięli udział Childs, Sebastian i słynny basista Harvey Brooks. Rezultaty chyba nie były przekonujące, skoro nic z niej nie zostało wydane.
W 1975 r. Neil z tymi samymi muzykami wystąpił na jazzowym festiwalu w Montreux i nieznane tytuły utworów, które tam wykonał, świadczą o tym, że w dalszym ciągu pisał nowe utwory.
Neil fascynował się delfinami i brał udział w ratowaniu delfinów występujących w cyrkach, działał w organizacjach zajmujących się pomocą delfinom i uświadamianiu ludzi o okrucieństwach, jakich one doświadczają. W 1976 i 1977 r. kilkakrotnie wystąpił z benefisowymi koncertami zbierając pieniądze na te cele. A w 1977 r. udał się w tym celu nawet do Japonii.
Gdy tajmniczo zniknął przypuszczano, że artysta mieszkał na Florydzie i że był jeszcze wśród żywych. Byli tacy, którzy twierdzili, że ma tylko motocykl i gitarę i jeździ od motelu do motelu.
Tymczasem artysta przebywał w swoim domu na Florydzie i został znaleziony w nim martwy 7 lipca 2001 r.
Jego kariera i niewątpliwy talent nigdy w pełni się nie rozwinęły. Był przede wszystkim świetnym wykonawcą bluesa. W jego najlepszych utworach duch bluesa przenikał je i kształtował ich strukturę. Był także zdolnym do komponowania bardzo osobistych piosenek, które w wykonaniu innych przekraczały oryginały i stały się standardami. Był jednym z najlepszych piosenkarzy tego okresu. Wspaniałe kompozycje wyłaniały się jednak z morza bezcelowych improwizacji. Eric Andersen chyba niezwykle trafnie określił Freda Neila zdaniem Był on zawsze pomiędzy plotką a legendą.

## Wybór piosenek Neila wykonywanych przez innych artystów
- Candy Man – Roy Orbison (1961), Dion (1965)
- Everybody's Talkin' – Harry Nilsson (1969), Rubber Rodeo (1986), The Beautiful South (1992), Stephen Stills (1991), Jimmy Buffett (2003), Madeleine Peyroux (2006), and Louis Armstrong
- Ba-di-da – Mark Lanegan (1999)
- Little Bit of Rain – Karen Dalton (1969), Sandy Denny (1973), Arto Lindsay & The Ambitious Lovers (1990), Eric Andersen (2004)
- Tear Down the Walls – Vince Martin and Fred Neil (1964), Judy Collins (1964), Joe and Eddie (1965)
- The Dolphins – Linda Ronstadt (1969), The Youngbloods (1971), Tim Buckley (1973), Richie Havens koncertowa wersja na albumie Resume (1993), It's a Beautiful Day (1970), Eddi Reader (1989), Billy Bragg (1991), The The (1993), Beth Orton (1997), Jerry Jeff Walker (1998)
- Green Rocky Road – Dave Van Ronk (1973), Felix Pappalardi with Creation (1976), Blue Orchids (2005)
- The Other Side of This Life – The Lovin' Spoonful (1965), Peter, Paul and Mary (1966), The Animals (1966), The Youngbloods (1967), Jefferson Airplane (1969)
- 'Country Boy & Bleecker Street' – H. P. Lovecraft (zespół) (1967)
- That's the Bag I'm In – H. P. Lovecraft (zespół) (1967)
- Blues on the Ceiling – Karen Dalton (1969), Tim Hardin (1974)
- Wild Child in a World of Trouble – Vince Martin and Fred Neil (1964)

## Dyskografia

### Albumy
VINCE MARTIN AND FRED NEIL
- Tear Down the Walls 1964**

FRED NEIL
- Bleecker and Macdougal 1965****
- Fred Neil 1967*****
- Sessions 1968**
- Other Side of This Life 1971**
- The Many Sides of Fred Neil 1998 Podwójne wydawnictwo zbierające najcelniejsze utwory z jego trzech albumów, niewydane piosenki oraz cały singel z 1963 r. nagrany z The Nashville Street Singers
- Hootenanny Live at theE Bitter End 1965 Zbiór nagrań koncertowych z występów w klubie The Bitter End. B. rzadki album.

### Single
- 1 1957 You Ain't Treatin' Me Right/Don't Put the Blame on Me
- 2 195? Heartbreak Bound/Trav'lin' Man
- 3 195? Take Me Back Again/Listen Kitten
- 4 195? Slippin Around/Don't Have to Be a Baby to Cry
- 5 195? Secret Secret/Love's Funny
- 6 1959 Four Chaplains/Rainbow and the Rose
- 7 1963 The Nashville Street Singers (with Fred Neil):

Long Black Veil/Bottom of the Glass
- 8 1966 The Dolphins/Ba-de-da
- 9 1966 Vince Martin & Fred Neil:

Tear Down the Walls/I Know You Rider Elektra EK-45008
- 10 1967 The Dolphins/I've Got a Secret
- 11 1968 Felicity/Please Send Me Someone to Love
- 12 1968 Everybody's Talkin (Echoes)/That's The Bag I'm In
- 13 1968 Candy Man/The Water Is Wide
- 14 1969 Everybody's Talking/Ba-de-da